# Алматинская область
Алмати́нская область (каз. Алматы облысы / Almaty oblysy) — область на юго-востоке Казахстана. Образована 10 марта 1932 года в составе Казахской АССР, до 1992 года использовалось написание Алма-Атинская область. Административным центром области до апреля 2001 года являлась Алма-Ата, в 2001—2022 годах областной центр располагался в Талдыкоргане, а в мае 2022 года центром области стал город Конаев (бывший Капчагай). Местные представительные и исполнительные органы Алматинской области, а также территориальные подразделения и подведомственные учреждения центральных государственных органов до их переезда в город Конаев располагаются в городе Талдыкоргане. Восстановлена бывшая Талдыкорганская область с центром в Талдыкоргане в прежних границах под новым названием Жетысуская область.

## География
Алматинская область граничит со следующими регионами Казахстана: Жамбылская область на западе, Карагандинская область на северо-западе (водная граница проходит по озеру Балхаш), Жетысуская область на северо-востоке. На востоке область граничит с Китаем (Синьцзян-Уйгурский автономный район), на юге с Кыргызстаном (Чуйская и Иссык-Кульская области). Область имеет довольно сложную географическую характеристику и очень разнообразный рельеф.
Северо-западная часть представляет полупустынную равнину, в которой выделяют песчаные массивы Таукум, Белсексеул, Мойынкум. Рельеф слабо наклонён к озеру Балхаш и изрезан древними руслами рек Или, Каратал, Аксу, Коксу, Лепсы, Аягоз, самое значительное из которых — Баканас. Двумя отдельными массивами — на юге и востоке — простираются горные хребты: Заилийский Алатау и Джунгарский Алатау (горная система Тянь-Шань). На стыке их постепенно понижающихся склонов и расположено среднее русло реки Или. Сами склоны изобилуют конусами выноса её притоков (Чарын, Чилик, Алматинки, Курты и т. д.).

## Природа
Область расположена между хребтами Северного Тянь-Шаня на юге, озером Балхаш — на северо-западе и рекой Или — на северо-востоке; на востоке граничит с Китаем.
Всю северную половину занимает слабонаклонённая к северу равнина южного Семиречья, или Прибалхашья (высота 300—500 м), пересечённая сухими руслами — баканасами, с массивами грядовых и сыпучих песков (Сары-Есикатрау, Таукум). Южная часть занята хребтами высотой до 5000 м: Кетмень, Заилийский Алатау и северными отрогами Кунгей-Алатау. С севера хребты окаймлены предгорьями и неширокими предгорными равнинами. Вся южная часть — район высокой сейсмичности.
Для северной, равнинной части характерна резкая континентальность климата, относительно холодная зима до −35 °C, жаркое лето до +42 °C. Осадков выпадает всего 110 мм в год. В предгорной полосе климат мягче, осадков до 500—600 мм. В горах ярко выражена вертикальная поясность; количество осадков достигает 700—1000 мм в год. Вегетационный период в предгорьях и на равнине 205—225 дней.
Север и северо-запад почти лишены поверхностного стока; единственная река здесь — Или, образующая сильно развитую заболоченную дельту и впадающая в западную часть озера Балхаш. В южной, предгорной части речная сеть сравнительно густа; большинство рек (Курты, Каскеленка, Талгар, Есик, Турген, Чилик, Чарын и др.) берёт начало в горах и обычно не доходит до реки Или; реки теряются в песках или разбираются на орошение. В горах много мелких пресных озёр (Большое Алматинское и др.) и минеральных источников (Алма-Арасан и др.).
Почвенно-растительный покров очень разнообразен. В равнинной части — полупустынная и пустынная, полынно-солянковая растительность с зарослями саксаула; весной характерны эфемеры и эфемероиды на глинистых бурозёмах. Имеются солончаки. На заболоченном побережье Балхаша, в дельте и долине Или — заросли тростника, луговая и галофитная растительность, отчасти тугайные леса из ивы и кустарников на аллювиально-луговых почвах и солончаках.
В горах, с высотой 600 м полупустыня сменяется поясом сухих полынно-ковыльно-типчаковых степей на каштановых почвах; на высотах 800—1700 м луга на чернозёмовидных горных почвах и лиственные леса паркового типа; с высотой 1500—1700 м — пояс субальпийских лугов в сочетании с хвойными лесами (тянь-шаньская ель, пихта, арча) на горнолуговых почвах; выше 2800 м — низкотравные альпийские луга и кустарники на горнотундровых почвах.
В пустынях много грызунов: песчанки, полёвки, заяц-толай; копытные: антилопа джейран, косуля; хищники: волк, лисица, барсук. В дельте Или — кабан, здесь же акклиматизирована ондатра. Характерны из пресмыкающихся змеи, черепахи, ящерицы, из беспозвоночных фаланги, каракурт. В горах встречаются снежный барс, рысь. В озере Балхаш и реках Или, Каратал, Коксу и др. водятся сазан, маринка, окунь, шип, лещ, сом, форель и др. В Заилийском Алатау создан Алматинский заповедник.

## История
В 1867 году была учреждена Семиреченская область Российской империи, в 1897 году переданная в ведение Туркестанского генерал-губернаторства.
30 апреля 1918 года Семиреченская область стала частью Туркестанской АССР. 22 октября 1922 года Семиреченская область получила название Джетысуйская. 27 октября 1924 года в результате национально-территориального размежевания разделена. Северная часть области стала Джетысуйской губернией Киргизской АССР, южная — частью Кара-Киргизской АО, непосредственно подчинённой РСФСР.
В январе 1928 года Джетысуйская губерния была упразднена, а её территория распределена между Алма-Атинским и Семипалатинским округами Казакской АССР. В декабре 1930 года округа упразднены, районы укрупнены, и переданы в прямое подчинение республиканским властям.
10 марта 1932 года была образована Алма-Атинская область Казахской АССР (в составе РСФСР), с 5 декабря 1936 года — в составе Казахской ССР с центром в г. Алма-Ате. В состав области входили 18 районов.
В конце 1939 года часть районов была передана в Джамбульскую и Семипалатинскую области, в составе Алма-Атинской осталось 23 района, включая 7 вновь образованных.
В марте 1944 года из её состава выделяется Талды-Курганская область, куда передаются 11 районов.
В конце 1959 года из состава области выделился город Алма-Ата. В этом же году были объединены Алма-Атинская и Талды-Курганская области, затем в 1968 году вновь выделена Талды-Курганская область.
Последнее объединение двух областей — Алматинской и Талдыкорганской произошло в 1997 году.
В состав области входят 17 районов и 3 города областного подчинения (гг.Талдыкорган, Конаев, Текели).
В соответствии с Указом Президента Республики Казахстан № 585 от 14 апреля 2001 года «О передислокации областного центра Алматинской области» областным центром стал город Талдыкорган.
2 сентября 2019 года из состава области была исключена территория площадью 10,92 км² и передана в состав Жамбылской области.
По решению Президента Токаева в 2022 году новым центром Алматинской области стал город Конаев, переименованный из старого названия Капшагай, а из её состава заново выделена Жетысуская область, в прежних границах бывшей Талдыкорганской.
9 января 2024 г. на карте Алматинской области был образован новый город областного подчинения - г. Алатау, который до недавнего времени именовался с. Жетыген.

## Административное деление

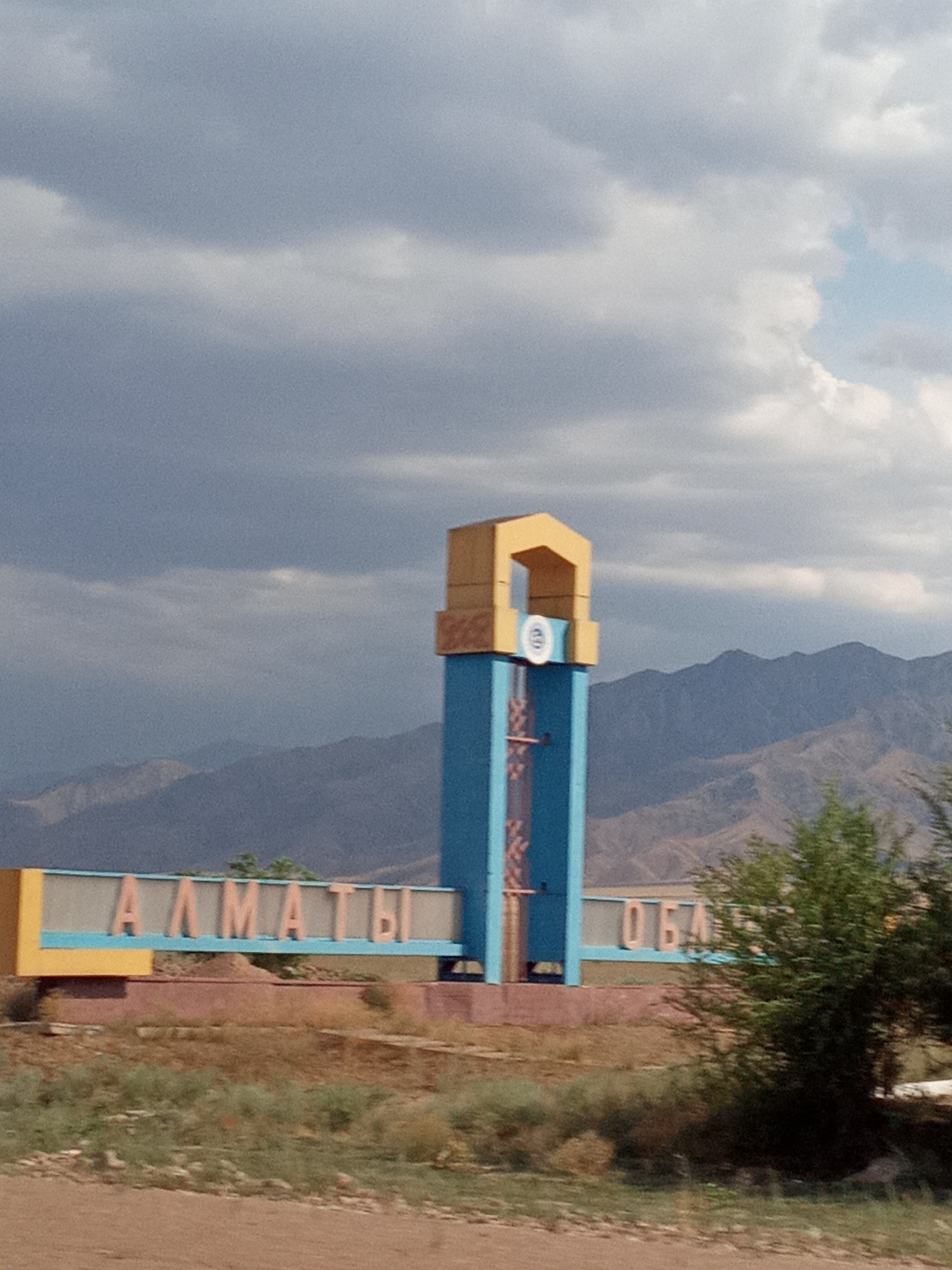
Стела, расположенная на границе Жамбылской и Алматинской областей

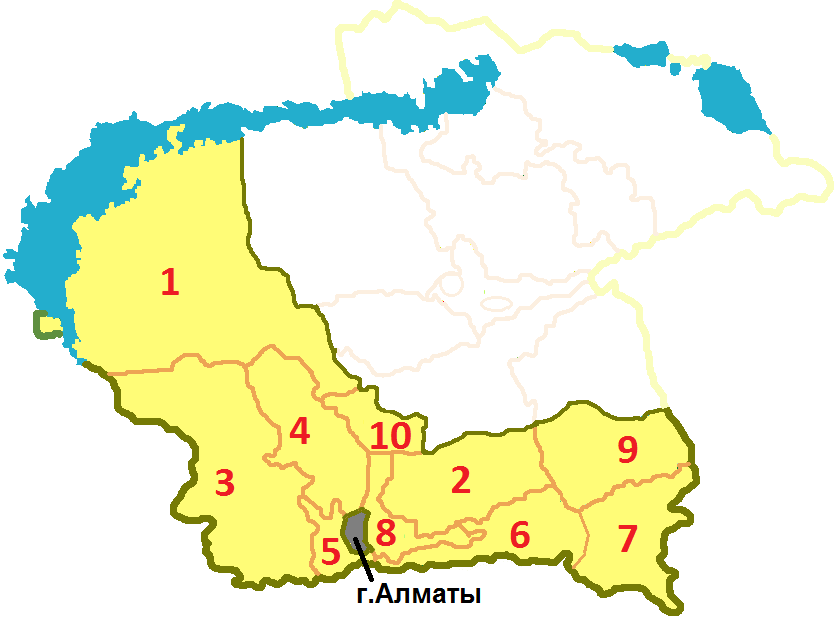
Административное деление области с 8 июня 2022 года по 8 января 2024 г.

Область с 8 июня 2022 года разделена на 9 районов и 1 город областного подчинения (городскую администрацию):
1. Балхашский район — Баканас
2. Енбекшиказахский район — Есик
3. Жамбылский район — Узынагаш
4. Илийский район — Отеген-Батыр
5. Карасайский район — Каскелен
6. Кегенский район — Кеген[7]
7. Райымбекский район — Нарынкол
8. Талгарский район — Талгар
9. Уйгурский район — Чунджа
10. город Конаев
11. город Алатау

### История административно-территориального деления
При образовании Алма-Атинской области в 1932 году в её состав вошли следующие районы: Аксуйский, Алакульский, Аягузский, Балхашский, Джаркентский, Илийский, Калининский, Каратальский, Кастекский, Кегенский, Коунрадский, Курдайский, Лепсинский, Октябрьский, Талды-Курганский, Урджарский, Четский, Чиликский, Чубартауский, Чуйский, Энбекши-Казахский.
В 1933 году образованы Бурлю-Тобинский, Кугалинский район. Упразднён Калининский район. Четский район передан в Карагандинскую область.
В 1934 году Коунрадский район передан в Каркаралинский округ.
В 1935 году образованы Андреевский, Каскеленский, Красногорский, Маканчинский, Саркандский, Уйгурский районы. Упразднён Лепсинский район.
В 1936 году образованы Дзержинский, Нарынкольский районы.
В 1939 году были образованы Алма-Атинский и Капальский районы, а Кастекский район переименован в Джамбулский. В том же году в Джамбульскую область были переданы Красногорский, Курдайский, Чуйский районы, а в Семипалатинскую область — Аягузский, Маканчинский, Чубартауский районы.
В 1942 году Джаркентский район был переименован в Панфиловский, а Кугалинский — в район им. 28 гвардейцев-панфиловцев.
В 1944 году из части Алма-Атинской области была образована Талды-Курганская область. В её состав были переданы Аксуйский, Алакульский, Андреевский, Бурлю-Тобинский, им. 28 гвардейцев-панфиловцев, Дзержинский, Капальский, Каратальский, Октябрьский, Панфиловский, Саркандский, Талды-Курганский районы. В Алма-Атинской области осталось 10 районов: Алма-Атинский, Балхашский, Джамбулский, Илийский, Каскеленский, Кегенский, Нарынкольский, Уйгурский, Чиликский, Энбекши-Казахский.
В 1957 году был упразднён Алма-Атинский район.
В 1959 году Талды-Курганская область была упразднена. Из её состава в Алма-Атинскую область были переданы Аксуский, Алакульский, Андреевский, Бурлю-Тобинский, Гвардейский, Капальский, Каратальский, Кировский, Панфиловский, Саркандский, Талды-Курганский районы.
В 1960 году упразднён Бурлю-Тобинский район, а через год — Талды-Курганский.
В 1963 году упразднены Андреевский, Илийский, Капальский, Кировский, Нарынкольский, Уйгурский районы. Восстановлен Талды-Курганский район.
В 1964 году восстановлены Андреевский и Уйгурский районы, а в 1966 — Илийский и Нарынкольский.
В 1967 году Аксуский, Алакульский, Андреевский, Гвардейский, Каратальский, Панфиловский, Саркандский, Талды-Курганский районы были переданы в воссозданную Талды-Курганскую область.
В 1969 году образован Талгарский район, в 1972 — Куртинский.
В 1993 году Джамбулский район был переименован в Жамбылский, Энбекшиказахский — в Енбекшиказахский, Нарынкольский — в Райымбекский.
В апреле 1997 года из упразднённой Талды-Курганской области в Алматинскую были переданы Аксуский, Алакольский, Гвардейский, Капальский, Каратальский, Кербулакский, Коксуский, Панфиловский, Саркандский, Талдыкорганский, Уйгентасский районы. В мае того же года были упразднены Гвардейский, Капальский, Кегенский, Куртинский, Уйгентасский, Чиликский районы.
В 1998 году Каскеленский район был переименован в Карасайский.
В 2000 году Талдыкорганский район был переименован в Ескельдинский.
2 апреля 2018 года Райымбекский район был разделён: из его состава был выделен Кегенский район с административным центром в селе Кеген.

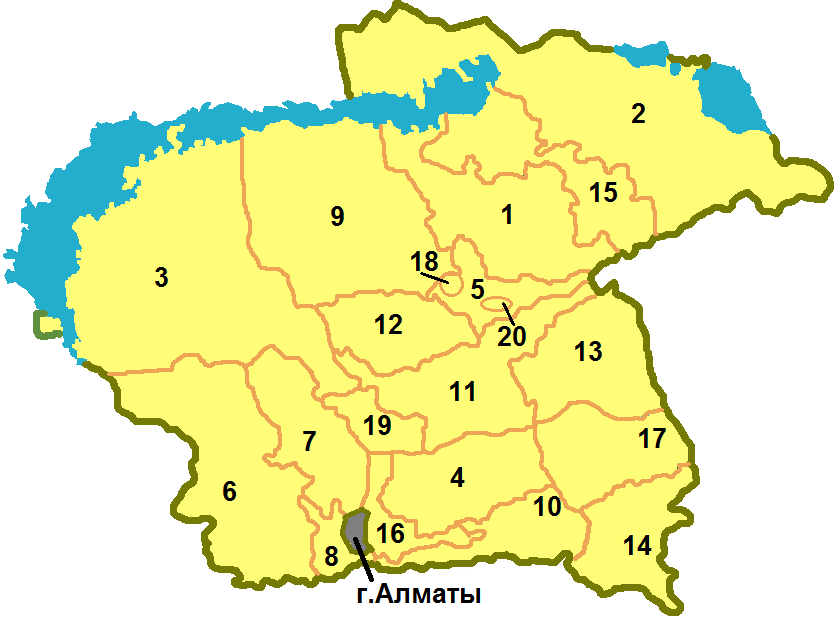
Административное деление области в 2018-2022 гг.

Область до 2022 года была разделена на 17 районов и 3 города областного подчинения (городские администрации):
1. Аксуский район — Жансугуров
2. Алакольский район — Ушарал
3. Балхашский район — Баканас
4. Енбекшиказахский район — Есик
5. Ескельдинский район — Карабулак
6. Жамбылский район — Узынагаш
7. Илийский район — Отеген-Батыр
8. Карасайский район — Каскелен
9. Каратальский район — Уштобе
10. Кегенский район — Кеген[7]
11. Кербулакский район — Сарыозек
12. Коксуский район — Балпык-Би
13. Панфиловский район — Жаркент
14. Райымбекский район — Нарынкол
15. Сарканский район — Саркан
16. Талгарский район — Талгар
17. Уйгурский район — Чунджа
18. город Талдыкорган
19. город Капшагай (Конаев)
20. город Текели

В 2022 году новым центром Алматинской области стал город Конаев, а из её состава выделена Жетысуская область.
9 января 2024 г. село Жетыген было преобразовано и переименовано в город Алатау.
| №  | Название                   | Население, (чел. 2019 г.) | площадь, км² | Административный центр | Население, (чел. 2019 г.) |
| -- | -------------------------- | ------------------------- | ------------ | ---------------------- | ------------------------- |
|    | Районы                     |                           |              |                        |                           |
| 1  | Аксуский район             | 39675                     | 12600        | с. Жансугуров          | 6814                      |
| 2  | Алакольский район          | 69679                     | 23700        | г. Ушарал              | 17181                     |
| 3  | Балхашский район           | 30747                     | 37400        | с. Баканас             | 4135                      |
| 4  | Енбекшиказахский район     | 300427                    | 8300         | г. Есик                | 33032                     |
| 5  | Ескельдинский район        | 46631                     | 4300         | с. Карабулак           | 13066                     |
| 6  | Жамбылский район           | 166347                    | 19300        | с. Узынагаш            | 39416                     |
| 7  | Илийский район             | 209181                    | 7800         | с. Отеген батыр        | 15180                     |
| 8  | Карасайский район          | 270673                    | 2000         | г. Каскелен            | 64529                     |
| 9  | Каратальский район         | 46914                     | 24200        | г. Уштобе              | 22989                     |
| 10 | Кегенский район            | 32415                     |              | с. Кеген               | 5917                      |
| 11 | Кербулакский район         | 48860                     | 11500        | с. Сарыозек            | 12048                     |
| 12 | Коксуский район            | 41578                     | 7100         | с. Балпык би           | 13336                     |
| 13 | Панфиловский район         | 129204                    | 10600        | г. Жаркент             | 42617                     |
| 14 | Райымбекский район         | 41732                     | 14200        | с. Нарынкол            | 7056                      |
| 15 | Сарканский район           | 36962                     | 24400        | г. Саркан              | 11368                     |
| 16 | Талгарский район           | 196567                    | 3700         | г. Талгар              | 42810                     |
| 17 | Уйгурский район            | 63288                     | 8787         | с. Чунджа              | 17263                     |
|    | Города областного значения |                           |              |                        |                           |
| 18 | Г. А. Талдыкорган          | 173213                    |              | г. Талдыкорган         | 145403                    |
| 19 | Г. А. Капшагай             | 61767                     | 3654,03      | г. Конаев              | 45524                     |
| 20 | Г. А. Текели               | 33074                     |              | г. Текели              | 31958                     |

### История названия области
- Семипалатинская область (Российская империя). 1854—1867 (в составе области)
- Семиреченская область. 1867—1922
- Джетысуйская область 1922—1924
- Джетысуйская губерния. 1924—1928
- Алма-Атинский округ. 1928—1930
- Алма-Атинский округ ликвидирован. Районы укрупнены и переданы в прямое подчинение республиканским властям. 1930—1932

## Население
| Численность населения Алматинской области | Численность населения Алматинской области | Численность населения Алматинской области | Численность населения Алматинской области | Численность населения Алматинской области | Численность населения Алматинской области | Численность населения Алматинской области | Численность населения Алматинской области | Численность населения Алматинской области | Численность населения Алматинской области | Численность населения Алматинской области | Численность населения Алматинской области |
| 1970                                      | 1979                                      | 1989                                      | 1999                                      | 2000                                      | 2001                                      | 2002                                      | 2003                                      | 2004                                      | 2005                                      | 2006                                      | 2007                                      |
| ----------------------------------------- | ----------------------------------------- | ----------------------------------------- | ----------------------------------------- | ----------------------------------------- | ----------------------------------------- | ----------------------------------------- | ----------------------------------------- | ----------------------------------------- | ----------------------------------------- | ----------------------------------------- | ----------------------------------------- |
| 1 322 194                                 | ↗1 514 807                                | ↗1 699 054                                | ↘1 558 534                                | ↘1 557 141                                | ↘1 554 320                                | ↗1 554 573                                | ↗1 560 267                                | ↗1 571 194                                | ↗1 589 751                                | ↗1 603 758                                | ↗1 620 696                                |
| 2008                                      | 2009                                      | 2010                                      | 2011                                      | 2012                                      | 2013                                      | 2014                                      | 2015                                      | 2016                                      | 2017                                      | 2018                                      | 2019                                      |
| ↗1 643 278                                | ↗1 804 005                                | ↗1 836 162                                | ↗1 872 844                                | ↗1 908 785                                | ↗1 946 831                                | ↗1 984 572                                | ↘1 921 888                                | ↗1 947 552                                | ↗1 983 465                                | ↗2 017 277                                | ↗2 038 934                                |
| 2020                                      | 2021                                      | 2022                                      |                                           |                                           |                                           |                                           |                                           |                                           |                                           |                                           |                                           |
| ↗2 059 200                                | ↗2 077 656                                | ↗2 107 166                                |                                           |                                           |                                           |                                           |                                           |                                           |                                           |                                           |                                           |

В 2018—2022 гг. Алматинская область была лидером по численности населения (после выхода Шымкента из состава нынешней Туркестанской области и до выделения Жетысуской области)

### Этнический состав
По области

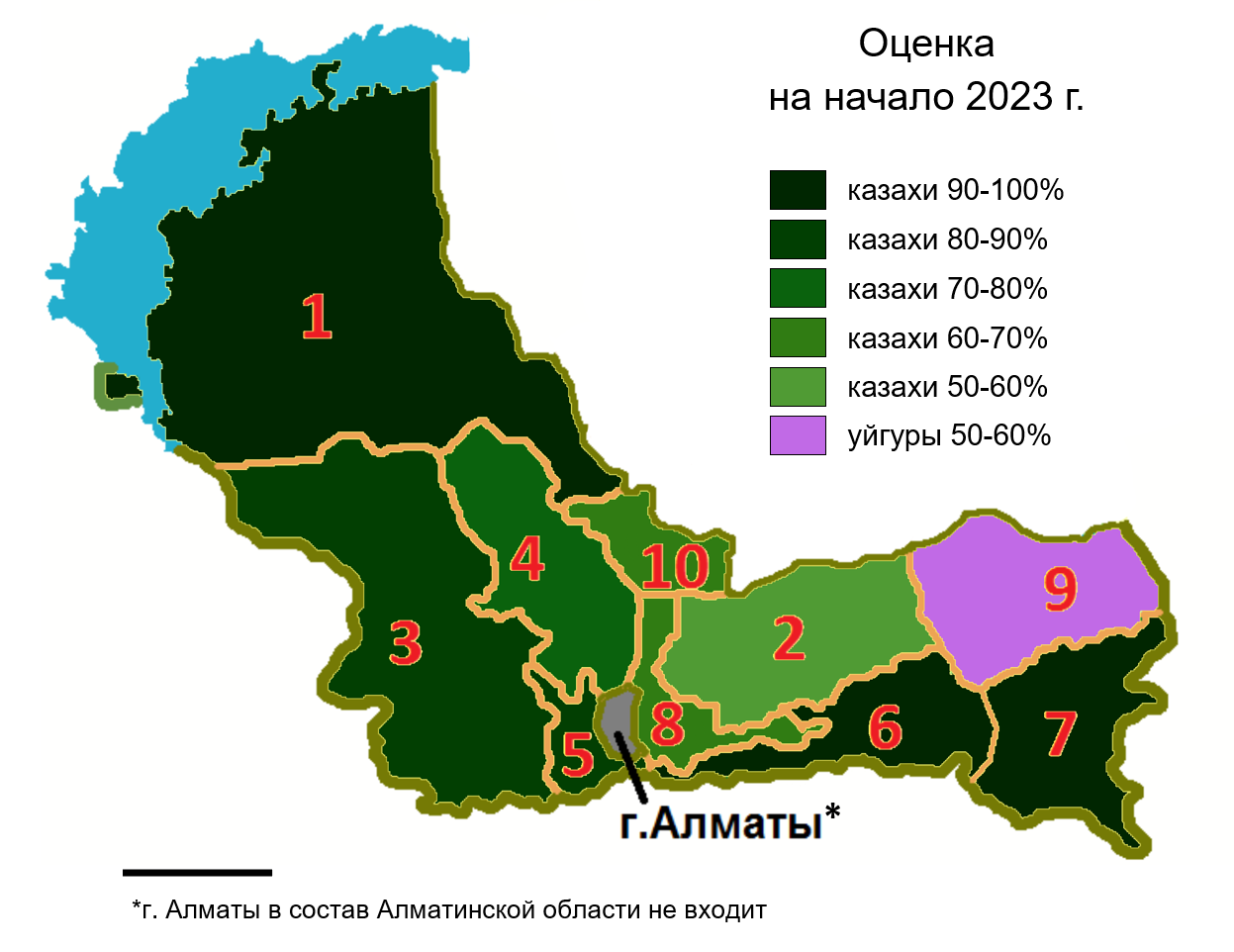
Крупнейший этнос по районам области по оценке на начало 2023 года

Впоследствии этнический состав претерпел сильные изменения с приходом и распадом Советского Союза. В настоящее время она по-прежнему полиэтнична, однако абсолютно преобладают казахи (72,07 %), доля русских сильно сократилась до 13,33 % жителей области. Значительно также количество уйгуров (7,73 %). Число других азиатских народов — турок, курдов, узбеков, киргизов, а также корейцев не превышает в сумме 4 %. Некогда многочисленные общины немцев, греков, поляков, украинцев и других живших в Казахстане в советское время европейских народов значительно уменьшились в связи с массовой эмиграцией в другие страны после 1991 года.
|               | 1989, чел. | %       | 1999 , чел. | %       | 2009 , чел. | %       | 2019, чел. | %       |
| ------------- | ---------- | ------- | ----------- | ------- | ----------- | ------- | ---------- | ------- |
| всего         | 1642917    | 100,00% | 1558534     | 100,00% | 1807894     | 100,00% | 2038934    | 100,00% |
| Казахи        | 741737     | 45,15%  | 926137      | 59,42%  | 1223181     | 67,66%  | 1469519    | 72,07%  |
| Русские       | 518315     | 31,55%  | 339984      | 21,81%  | 306383      | 16,95%  | 271886     | 13,33%  |
| Уйгуры        | 128057     | 7,79%   | 140725      | 9,03%   | 144063      | 7,97%   | 157655     | 7,73%   |
| Турки         | 18352      | 1,12%   | 29448       | 1,89%   | 35599       | 1,97%   | 37564      | 1,84%   |
| Азербайджанцы | 18922      | 1,15%   | 16073       | 1,03%   | 14881       | 0,82%   | 17617      | 0,86%   |
| Корейцы       | 18483      | 1,13%   | 17488       | 1,12%   | 16627       | 0,92%   | 14987      | 0,74%   |
| Курды         | 8966       | 0,55%   | 13264       | 0,85%   | 13517       | 0,75%   | 15028      | 0,74%   |
| Татары        | 19551      | 1,19%   | 15647       | 1,00%   | 13513       | 0,75%   | 12448      | 0,61%   |
| Немцы         | 94123      | 5,73%   | 18927       | 1,21%   | 8709        | 0,48%   | 8551       | 0,42%   |
| Чеченцы       | 9304       | 0,57%   | 6091        | 0,39%   | 5891        | 0,33%   | 5874       | 0,29%   |
| Узбеки        | 736        | 0,04%   | 2650        | 0,17%   | 3581        | 0,20%   | 5252       | 0,26%   |
| Украинцы      | 29971      | 1,82%   | 13512       | 0,87%   | 6458        | 0,36%   | 3580       | 0,18%   |
| Киргизы       | 1536       | 0,09%   | 1231        | 0,08%   | 2174        | 0,12%   | 3736       | 0,18%   |
| Греки         | 5016       | 0,31%   | 2052        | 0,13%   | 1535        | 0,08%   | 1520       | 0,07%   |
| Дунгане       | 570        | 0,03%   | 1542        | 0,10%   | 1608        | 0,09%   | 1269       | 0,06%   |
| Поляки        | 2909       | 0,18%   | 2106        | 0,14%   | 1221        | 0,07%   | 1023       | 0,05%   |
| Белорусы      | 4721       | 0,29%   | 2053        | 0,13%   | 879         | 0,05%   | 527        | 0,03%   |
| другие        | 21648      | 1,32%   | 9604        | 0,62%   | 8074        | 0,45%   | 10898      | 0,53%   |

По районам
|    |                        | Всего   | Ка- за- хи | %       | Рус- ские | %       | Уй- гу- ры | %       | Тур- ки | %      | Азер- байд- жан- цы | %      | Ко- рей- цы | %      | Кур- ды | %      | Та- та- ры | %      | Нем- цы | %      | Че- чен- цы | %      | Уз- бе- ки | %      |
| -- | ---------------------- | ------- | ---------- | ------- | --------- | ------- | ---------- | ------- | ------- | ------ | ------------------- | ------ | ----------- | ------ | ------- | ------ | ---------- | ------ | ------- | ------ | ----------- | ------ | ---------- | ------ |
|    | ОБЛАСТЬ                | 1807894 | 1223181    | 67,66 % | 306383    | 16,95 % | 144063     | 7,97 %  | 35599   | 1,97 % | 14881               | 0,82 % | 16627       | 0,92 % | 13517   | 0,75 % | 13513      | 0,75 % | 8709    | 0,48 % | 5891        | 0,33 % | 3581       | 0,20 % |
| 1  | Аксуский район         | 38839   | 36783      | 94,71 % | 1527      | 3,93 %  | 54         | 0,14 %  | 3       | 0,01 % | 0                   | 0,00 % | 7           | 0,02 % | 1       | 0,00 % | 186        | 0,48 % | 56      | 0,14 % | 69          | 0,18 % | 33         | 0,08 % |
| 2  | Алакольский район      | 69398   | 57102      | 82,28 % | 11007     | 15,86 % | 73         | 0,11 %  | 1       | 0,00 % | 11                  | 0,02 % | 33          | 0,05 % | 0       | 0,00 % | 594        | 0,86 % | 96      | 0,14 % | 278         | 0,40 % | 26         | 0,04 % |
| 3  | Балхашский район       | 30037   | 27516      | 91,61 % | 1799      | 5,99 %  | 111        | 0,37 %  | 1       | 0,00 % | 10                  | 0,03 % | 272         | 0,91 % | 0       | 0,00 % | 37         | 0,12 % | 149     | 0,50 % | 2           | 0,01 % | 17         | 0,06 % |
| 4  | Енбекшиказахский район | 257506  | 139029     | 53,99 % | 40066     | 15,56 % | 47878      | 18,59 % | 12987   | 5,04 % | 3264                | 1,27 % | 1068        | 0,41 % | 3008    | 1,17 % | 1707       | 0,66 % | 1303    | 0,51 % | 1637        | 0,64 % | 770        | 0,30 % |
| 5  | Ескельдинский район    | 50082   | 37169      | 74,22 % | 10282     | 20,53 % | 121        | 0,24 %  | 0       | 0,00 % | 11                  | 0,02 % | 560         | 1,12 % | 3       | 0,01 % | 745        | 1,49 % | 529     | 1,06 % | 188         | 0,38 % | 30         | 0,06 % |
| 6  | Жамбылский район       | 117599  | 95878      | 81,53 % | 11698     | 9,95 %  | 3707       | 3,15 %  | 2294    | 1,95 % | 901                 | 0,77 % | 132         | 0,11 % | 290     | 0,25 % | 635        | 0,54 % | 492     | 0,42 % | 381         | 0,32 % | 191        | 0,16 % |
| 7  | Илийский район         | 170695  | 104845     | 61,42 % | 45256     | 26,51 % | 2785       | 1,63 %  | 2605    | 1,53 % | 2545                | 1,49 % | 1591        | 0,93 % | 3928    | 2,30 % | 1303       | 0,76 % | 1593    | 0,93 % | 192         | 0,11 % | 426        | 0,25 % |
| 8  | Карасайский район      | 247616  | 170608     | 68,90 % | 43449     | 17,55 % | 5037       | 2,03 %  | 12396   | 5,01 % | 4029                | 1,63 % | 1433        | 0,58 % | 3131    | 1,26 % | 1853       | 0,75 % | 988     | 0,40 % | 395         | 0,16 % | 793        | 0,32 % |
| 9  | Каратальский район     | 47824   | 28760      | 60,14 % | 11176     | 23,37 % | 404        | 0,84 %  | 35      | 0,07 % | 50                  | 0,10 % | 3967        | 8,29 % | 1874    | 3,92 % | 348        | 0,73 % | 252     | 0,53 % | 613         | 1,28 % | 47         | 0,10 % |
| 10 | Кегенский район        |         |            |         |           |         |            |         |         |        |                     |        |             |        |         |        |            |        |         |        |             |        |            |        |
| 11 | Кербулакский район     | 47992   | 41515      | 86,50 % | 4890      | 10,19 % | 77         | 0,16 %  | 2       | 0,00 % | 6                   | 0,01 % | 19          | 0,04 % | 2       | 0,00 % | 240        | 0,50 % | 76      | 0,16 % | 777         | 1,62 % | 35         | 0,07 % |
| 12 | Коксуский район        | 38417   | 30550      | 79,52 % | 4823      | 12,55 % | 195        | 0,51 %  | 1       | 0,00 % | 1259                | 3,28 % | 487         | 1,27 % | 1       | 0,00 % | 411        | 1,07 % | 188     | 0,49 % | 163         | 0,42 % | 51         | 0,13 % |
| 13 | Панфиловский район     | 113059  | 75880      | 67,12 % | 4927      | 4,36 %  | 30595      | 27,06 % | 9       | 0,01 % | 16                  | 0,01 % | 49          | 0,04 % | 1       | 0,00 % | 409        | 0,36 % | 56      | 0,05 % | 37          | 0,03 % | 222        | 0,20 % |
| 14 | Райымбекский район     | 80377   | 79681      | 99,13 % | 145       | 0,18 %  | 408        | 0,51 %  | 0       | 0,00 % | 1                   | 0,00 % | 0           | 0,00 % | 0       | 0,00 % | 43         | 0,05 % | 0       | 0,00 % | 0           | 0,00 % | 10         | 0,01 % |
| 15 | Сарканский район       | 41016   | 32647      | 79,60 % | 7401      | 18,04 % | 35         | 0,09 %  | 7       | 0,02 % | 6                   | 0,01 % | 26          | 0,06 % | 1       | 0,00 % | 323        | 0,79 % | 164     | 0,40 % | 217         | 0,53 % | 31         | 0,08 % |
| 16 | Талгарский район       | 170221  | 99184      | 58,27 % | 38265     | 22,48 % | 17688      | 10,39 % | 5177    | 3,04 % | 2554                | 1,50 % | 802         | 0,47 % | 1239    | 0,73 % | 1105       | 0,65 % | 782     | 0,46 % | 243         | 0,14 % | 426        | 0,25 % |
| 17 | Уйгурский район        | 60792   | 25706      | 42,29 % | 1142      | 1,88 %  | 33713      | 55,46 % | 1       | 0,00 % | 3                   | 0,00 % | 5           | 0,01 % | 0       | 0,00 % | 38         | 0,06 % | 6       | 0,01 % | 27          | 0,04 % | 72         | 0,12 % |
| 18 | город Талдыкорган      | 146844  | 98414      | 67,02 % | 37184     | 25,32 % | 697        | 0,47 %  | 27      | 0,02 % | 116                 | 0,08 % | 4543        | 3,09 % | 14      | 0,01 % | 2446       | 1,67 % | 1099    | 0,75 % | 365         | 0,25 % | 239        | 0,16 % |
| 19 | город Конаев           | 52458   | 30206      | 57,58 % | 18113     | 34,53 % | 438        | 0,83 %  | 50      | 0,10 % | 63                  | 0,12 % | 1275        | 2,43 % | 23      | 0,04 % | 440        | 0,84 % | 416     | 0,79 % | 212         | 0,40 % | 94         | 0,18 % |
| 20 | город Текели           | 27122   | 11708      | 43,17 % | 13233     | 48,79 % | 47         | 0,17 %  | 3       | 0,01 % | 36                  | 0,13 % | 358         | 1,32 % | 1       | 0,00 % | 650        | 2,40 % | 464     | 1,71 % | 95          | 0,35 % | 68         | 0,25 % |

|    |                        | Всего   | Ка- за- хи | %       | Рус- ские | %       | Уй- гу- ры | %       | Тур- ки | %      | Азер- байд- жан- цы | %      | Ко- рей- цы | %      | Кур- ды | %      | Та- та- ры | %      | Нем- цы | %      | Че- чен- цы | %      | Уз- бе- ки | %      |
| -- | ---------------------- | ------- | ---------- | ------- | --------- | ------- | ---------- | ------- | ------- | ------ | ------------------- | ------ | ----------- | ------ | ------- | ------ | ---------- | ------ | ------- | ------ | ----------- | ------ | ---------- | ------ |
|    | ОБЛАСТЬ                | 2038934 | 1469519    | 72,07 % | 271886    | 13,33 % | 157655     | 7,73 %  | 37564   | 1,84 % | 17617               | 0,86 % | 14987       | 0,74 % | 15028   | 0,74 % | 12448      | 0,61 % | 8551    | 0,42 % | 5874        | 0,29 % | 5252       | 0,26 % |
| 1  | Аксуский район         | 39675   | 37983      | 95,74 % | 1212      | 3,05 %  | 51         | 0,13 %  | 2       | 0,01 % | 0                   | 0,00 % | 18          | 0,05 % | 1       | 0,00 % | 169        | 0,43 % | 42      | 0,11 % | 64          | 0,16 % | 21         | 0,05 % |
| 2  | Алакольский район      | 69679   | 59044      | 84,74 % | 9505      | 13,64 % | 46         | 0,07 %  | 3       | 0,00 % | 13                  | 0,02 % | 20          | 0,03 % | 2       | 0,00 % | 517        | 0,74 % | 91      | 0,13 % | 282         | 0,40 % | 26         | 0,04 % |
| 3  | Балхашский район       | 30747   | 28604      | 93,03 % | 1564      | 5,09 %  | 126        | 0,41 %  | 0       | 0,00 % | 11                  | 0,04 % | 196         | 0,64 % | 0       | 0,00 % | 22         | 0,07 % | 90      | 0,29 % | 2           | 0,01 % | 20         | 0,07 % |
| 4  | Енбекшиказахский район | 300427  | 172760     | 57,50 % | 39518     | 13,15 % | 53072      | 17,67 % | 14423   | 4,80 % | 4406                | 1,47 % | 1133        | 0,38 % | 3772    | 1,26 % | 1696       | 0,56 % | 1338    | 0,45 % | 1656        | 0,55 % | 1167       | 0,39 % |
| 5  | Ескельдинский район    | 46631   | 34758      | 74,54 % | 9566      | 20,51 % | 111        | 0,24 %  | 0       | 0,00 % | 6                   | 0,01 % | 468         | 1,00 % | 3       | 0,01 % | 695        | 1,49 % | 508     | 1,09 % | 181         | 0,39 % | 59         | 0,13 % |
| 6  | Жамбылский район       | 166347  | 142196     | 85,48 % | 11437     | 6,88 %  | 4308       | 2,59 %  | 2514    | 1,51 % | 1208                | 0,73 % | 189         | 0,11 % | 380     | 0,23 % | 693        | 0,42 % | 505     | 0,30 % | 407         | 0,24 % | 494        | 0,30 % |
| 7  | Илийский район         | 209181  | 149115     | 71,29 % | 39143     | 18,71 % | 3063       | 1,46 %  | 2663    | 1,27 % | 2705                | 1,29 % | 1450        | 0,69 % | 3809    | 1,82 % | 1154       | 0,55 % | 1502    | 0,72 % | 170         | 0,08 % | 671        | 0,32 % |
| 8  | Карасайский район      | 270673  | 210623     | 77,81 % | 30120     | 11,13 % | 1884       | 0,70 %  | 12766   | 4,72 % | 4453                | 1,65 % | 923         | 0,34 % | 3375    | 1,25 % | 1193       | 0,44 % | 917     | 0,34 % | 317         | 0,12 % | 934        | 0,35 % |
| 9  | Каратальский район     | 46914   | 29237      | 62,32 % | 10277     | 21,91 % | 451        | 0,96 %  | 41      | 0,09 % | 47                  | 0,10 % | 3317        | 7,07 % | 2111    | 4,50 % | 325        | 0,69 % | 228     | 0,49 % | 597         | 1,27 % | 60         | 0,13 % |
| 10 | Кегенский район        | 32415   | 32206      | 99,36 % | 0         |         | 45         | 0,14 %  | 0       | 0,00 % | 0                   | 0,00 % | 0           | 0,00 % | 2       | 0,01 % | 21         | 0,06 % | 0       | 0,00 % | 0           | 0,00 % | 2          | 0,01 % |
| 11 | Кербулакский район     | 48860   | 43388      | 88,80 % | 4138      | 8,47 %  | 84         | 0,17 %  | 2       | 0,00 % | 7                   | 0,01 % | 13          | 0,03 % | 0       | 0,00 % | 186        | 0,38 % | 59      | 0,12 % | 718         | 1,47 % | 50         | 0,10 % |
| 12 | Коксуский район        | 41578   | 34167      | 82,18 % | 4430      | 10,65 % | 205        | 0,49 %  | 4       | 0,01 % | 1337                | 3,22 % | 395         | 0,95 % | 1       | 0,00 % | 380        | 0,91 % | 184     | 0,44 % | 157         | 0,38 % | 71         | 0,17 % |
| 13 | Панфиловский район     | 129204  | 86035      | 66,59 % | 4561      | 3,53 %  | 36745      | 28,44 % | 17      | 0,01 % | 20                  | 0,02 % | 57          | 0,04 % | 2       | 0,00 % | 397        | 0,31 % | 59      | 0,05 % | 45          | 0,03 % | 282        | 0,22 % |
| 14 | Райымбекский район     | 41732   | 41281      | 98,92 % | 32        | 0,08 %  | 351        | 0,84 %  | 0       | 0,00 % | 1                   | 0,00 % | 2           | 0,00 % | 0       | 0,00 % | 7          | 0,02 % | 1       | 0,00 % | 0           | 0,00 % | 18         | 0,04 % |
| 15 | Сарканский район       | 36962   | 29850      | 80,76 % | 6323      | 17,11 % | 49         | 0,13 %  | 3       | 0,01 % | 2                   | 0,01 % | 11          | 0,03 % | 1       | 0,00 % | 251        | 0,68 % | 136     | 0,37 % | 220         | 0,60 % | 25         | 0,07 % |
| 16 | Талгарский район       | 196567  | 125351     | 63,77 % | 35880     | 18,25 % | 19049      | 9,69 %  | 5059    | 2,57 % | 3138                | 1,60 % | 874         | 0,44 % | 1512    | 0,77 % | 1096       | 0,56 % | 816     | 0,42 % | 261         | 0,13 % | 709        | 0,36 % |
| 17 | Уйгурский район        | 63288   | 25353      | 40,06 % | 1001      | 1,58 %  | 36649      | 57,91 % | 4       | 0,01 % | 1                   | 0,00 % | 5           | 0,01 % | 3       | 0,00 % | 36         | 0,06 % | 2       | 0,00 % | 23          | 0,04 % | 110        | 0,17 % |
| 18 | город Талдыкорган      | 173213  | 128652     | 74,27 % | 33824     | 19,53 % | 803        | 0,46 %  | 4       | 0,00 % | 149                 | 0,09 % | 4236        | 2,45 % | 9       | 0,01 % | 2452       | 1,42 % | 1060    | 0,61 % | 423         | 0,24 % | 307        | 0,18 % |
| 19 | город Конаев           | 61767   | 40338      | 65,31 % | 17127     | 27,73 % | 503        | 0,81 %  | 59      | 0,10 % | 78                  | 0,13 % | 1273        | 2,06 % | 41      | 0,07 % | 440        | 0,71 % | 472     | 0,76 % | 229         | 0,37 % | 160        | 0,26 % |
| 20 | город Текели           | 33074   | 18578      | 56,17 % | 12228     | 36,97 % | 60         | 0,18 %  | 0       | 0,00 % | 35                  | 0,11 % | 407         | 1,23 % | 4       | 0,01 % | 718        | 2,17 % | 541     | 1,64 % | 122         | 0,37 % | 66         | 0,20 % |

## Награды
- 28 октября 1966 года Алма-Атинская область была награждена орденом Ленина за достигнутые успехи в увеличении производства и заготовок зерна, мяса, молока и других сельскохозяйственных продуктов.
- 3 декабря 1970 года Алма-Атинская область была награждена вторым орденом Ленина за большие успехи, достигнутые трудящимися области в выполнении задания пятилетнего плана по развитию промышленного и сельскохозяйственного производства.

## Промышленность
Промышленный потенциал Алматинской области представлен более 1000 предприятиями, доля обрабатывающей промышленности в объёме промышленности — 85,4 %, одна из наиболее высоких в республике.
Область занимает доминирующее положение в республике по производству вина, сахара, соков фруктовых и овощных, табачных изделий, солода, кожи из шкур КРС, тары из картона гофрированного, электрических аккумуляторов. Развиваются практически все отрасли промышленности: продукты питания, табачные изделия, лёгкая промышленность, машиностроение, стройиндустрия, фармацевтика, производство электроэнергии и др.
В пищевой перерабатывающей промышленности действует ряд крупных промышленных предприятий — производителей продукции известных мировых брендов «Кока Колла», «Эфес Караганда», «Хамле», «Адал», «ФудМастер», «Данон», «RG Brands Kazakstan», «Голд Продукт». В лёгкой промышленности действуют предприятия, ориентированные на выпуск товаров для населения, а также обеспечивают нацкомпании и предприятия республики спецодеждой и обувью.
Одно из крупных предприятий отрасли ТОО «ТФ Ажар» — производство вещевого имущества для силовых структур, спецодежды, костюмы мужские, женские, детские, мягкий инвентарь. ТОО «GLASMAN» осуществляет выпуск и реализацию мужской классической одежды по стандартам немецкого бренда, а также школьную форму. В области получила развитие фармацевтика, в рамках Карты индустриализации за 2010—2014 годы реализован ряд проектов (ТОО «Dolce», «Элеас», «Аксель и А», «СП «Абди Ибрахим Глобал Фарм», «Kelun-Kazpharm», «Султан»).
Сегодня область достаточно обеспечена строительными материалами: кирпичом, гравийно-песчаными смесями, песком природным, мраморной, кварцевой крошкой и мукой, плиткой мраморной и гранитной, канализационными люками, гипсокартонными листами, отдельными видами металлопластиковых изделий и металлоконструкций, всего свыше 70 видов. Одно из крупнейших предприятий отрасли — ТОО «Кнауф ГипсКапчагай». Продукция реализуется по республике, а также экспортируется в Кыргызстан и Таджикистан.
Единственный в республике производитель аккумуляторных батарей ТОО «Кайнар АКБ» — имеет полный цикл производства продукции, от отливки деталей и комплектующих, до сборки готовых изделий. Более 60 % продукции экспортируется в Россию, Азербайджан, Кыргызстан, Узбекистан, Беларусь, Таджикистан, Китай и ОАЭ. За 2018—2019 годы с участием транснациональных компаний в области введены (производство продукты питания), «ЛУКОЙЛ Лубрикантс Центральная Азия» (производство смазочных материалов), «Willo Central Asia» (производство насосных станций).
В сентябре 2019 года открылся завод смазочных материалов «ЛУКОЙЛ Лубрикантс Центральная Азия» (при поддержки «ЛУКОЙЛ») мощностью 100 тыс. тонн в год. Предприятие выпускает свыше 800 наименований масел, включая «ЛУКОЙЛ GENESIS», разработанный с применением инновационных молекулярных технологий и получивший одобрение ведущих мировых автопроизводителей. В 2020 году завод отправил в Китай первые 200 тонн индустриальных и моторных масел для легкового и коммерческого транспорта.
В 2024 году в Енбекшиказахском районе Алматинской области на Богутинском месторождении вольфрамовых руд был введен в эксплуатацию современный горно-обогатительный комбинат. В проекте участвовали инвесторы из Китая.

## Органы власти
Первые руководители Алматинской области:
| ФИО                       | Годы управления |
| ------------------------- | --------------- |
| Измухан Курамысов         | 1932—1933       |
| Константин Тоболов        | 1933—1934       |
| Андрей Киселёв            | 1934—1937       |
| Джанайдар Садвокасов      | 1937—1937       |
| Чакпак Артыкбаев          | 1937—1938       |
| Вульф Миненберг           | 1938—1938       |
| Николай Садовников        | 1938—1940       |
| Джек Кулитов              | 1940—1943       |
| Николай Боголюбов         | 1943—1944       |
| Нурмухамед Бозжанов       | 1944—1944       |
| Джакип-Бек Джангозин      | 1945—1951       |
| Амир Канапин              | 1951—1954       |
| Сейтгалий Джакипов        | 1954—1954       |
| Онуфрий Шпаков            | 1954—1956       |
| Рымбек Ильяшев            | 1956—1957       |
| Григорий Галайдин         | 1957—1958       |
| Масымхан Бейсебаев        | 1958—1962       |
| Рахим Байгалиев           | 1962—1962       |
| Пётр Канцеляристов (сел.) | 1963—1964       |
| Николай Дыхнов (пром.)    | 1963—1964       |
| Сабир Ниязбеков           | 1964—1965       |
| Асанбай Аскаров           | 1965—1978       |
| Кенес Аухадиев            | 1978—1985       |
| Марат Мендыбаев           | 1985—1988       |
| Касым Тюлебеков           | 1988—1991       |
| Ахметжан Есимов           | 1991—1994       |
| Умирзак Узбековов         | 1994—1996       |
| Серик Умбетов             | 1996—1997       |
| Заманбек Нуркадилов       | 1997—2001       |
| Шалбай Кулмаханов         | 2001—2005       |
| Серик Умбетов             | 2005—2011       |
| Ансар Мусаханов           | 2011—2014       |
| Амандык Баталов           | 2014—2021       |
| Канат Бозумбаев           | 2021—2022       |
| Марат Султангазиев        | с 2022          |

## Туристические объекты
- Алаколь (горько-солёное бессточное озеро Казахстана)
- Алтын-Эмель (национальный парк)
- Балхаш (озеро)
- Бурхан-Булак (самый высокий водопад Казахстана)
- Каинды (озеро)
- Кольсайские озёра (национальный парк)
- Тамгалы-Тас («камни со знаками», «писанные камни»)
- Хан-Тенгри (пирамидальный пик на Тянь-Шане, на хребте Тенгри-Таг, на границе Кыргызстана, Казахстана и Синьцзян-Уйгурского автономного района КНР)
- Чарынский национальный парк (в том числе Чарынский каньон)

## Культурные объекты
Историко-культурный центр «Атамекен» первого президента Республики Казахстан — Елбасы
Сдан в эксплуатацию 1 декабря 2017 года.
Общая площадь — 3,5000 га. Площадь музея — 1249,5 кв. метров. Количество материалов музейного значения — 649.
Центр состоит из 4 экспозиционных залов, имеется конференц-зал, рассчитанный на 16 мест. Все экспонаты, собранные в золотом фонде центра, иллюстрируют путь первого президента Республики Казахстан Н. А. Назарбаева, начиная с детских лет и до сегодняшнего дня.
Адрес: Алматинская область, Карасайский район, село Шамалган, улица Жибек жолы, 158А.
Мемориальный музей «Батыр бабалар»
Мемориальный музей построен в 2016 году. Открыт в 2017 году в рамках программы первого президента РК Н. Назарбаева «Взгляд в будущее: модернизация общественного сознания».	
Музей «Батыр бабалар», созданный по внешнему образу юрты, был построен в целях поднятия национального духа и уважения к подвигу предков. Экспозиция музея включает тематические разделы, содержащие историю от периода саков до обретения Независимости.
Музей «Анаға құрмет»
Музей построен в 2014 году, открыт в 2015 году. Площадь здания составляет 4987 кв. метров.
Отделы музея: на 2-х этажах расположены два тематических зала:
1. ремесленные и ювелирные изделия;
2. памяти матерей-героинь.

Историко-мемориальный музей Суюнбая Аронулы
Образован в 1996 году на основании постановления акима Алматинской области с целью изучения, сбора, пропаганды и хранения материалов, касающихся жизни и творчества поэта Суюнбая Аронулы.
Общая площадь здания — 618,68 м². В экспозиции представлены два зала о жизни и творчества поэта Суюнбая.
Литературно-мемориальный музей Жамбыла Жабаева
Дом Ж. Жабаева был построен в 1938 году, в 1946 году было вынесено решение о создании музея. Музей был создан в 1947 году.
Общая площадь — 2,5 га. Внутренная площадь музея — 1200 кв. метров. Количество материалов музейного значения — 3230. Музей состоит из 12 комнат.
Музей жертв политических репрессий
Здание музея было построено в 2018 году в соответствии с решением акима Алматинской области А. Баталова в рамках программы первого президента РК Н. Назарбаева «Взгляд в будущее: модернизация общественного сознания».	
Общая площадь здания составляет 535 квадратных метров. Музейные отделы:
1. История репрессий в Казахстане в 1916—1986 гг.;
2. Памяти жертв политических репрессий;
3. Историко-просветительское общество" «Әділет» и его деятельность.
Продолжается пополнение фондов музея материалами, касающимися граждан, подвергшихся политическим репрессиям в период 1920-х — 1950-х годов.
Литературный музей Ильяса Жансугурова
Музей открыт в 1984 году в рамках 90-летия И. Жансугурова. Музей посвящён жизни и творчеству поэта.
Общая площадь музея — 271 квадратный метр. Общее количество экспонатов — 6407.
Здание музея, как образец архитектуры XIX века, взято под государственную охрану.
Галерея изобразительного искусства Абылхана Кастеева
Создана в 2004 году в связи со 100-летием народного художника Абылхана Кастеева.
Общая площадь — 427,0 кв. метров. Внутренная площадь 1200 — кв. метров. Количество материалов музейного значения — 166. Галерея состоит из 9 комнат.
Адрес: Алматинская область, Панфиловский район, г. Жаркент, ул. Юлдашева, дом № 9.
Музей прикладного искусства имени Уста Даркембай
Общая площадь — 3,0 га. Внутренная площадь музея — 375 кв. метров. Количество экспонатов — 2437. Музей состоит из 6 экспозиционных залов.
Адрес: Алматинская область, Енбекшиказахский район, село Акши, пр. Даркембая, дом № 1.
Алматинский областной историко-краеведческий музей им. М. Тынышпаева
Образован 21 февраля 1974 года как «Талдыкурганский областной историко-краеведческий музей». 25 января 2011 года был реорганизован в ГККП «Алматинский областной историко-краеведческий музей имени М. Тынышпаева», в состав которого вошли 19 филиалов музеев.
Здание музея было построено в 1980-м году. Общая площадь здания составляет 1457 квадратных метров. Площадь экспозиционных залов — 1091 м²., фондовая комната — 120 м².
Количество экспонатов: 24 788, основной фонд — 11 683.
Музейные отделы
І этаж состоит из 2-х залов:
1. зал «Природа Жетысу»;
2. зал «Древняя и средневековая история Жетысу».

II этаж состоит из 4 разделов:
1. раздел «Культура и быт казахского народа»;
2. раздел «Жетысу в период царской России»;
3. раздел «Жетысу во время советского периода»;
4. раздел «Независимый Казахстан».

Галерея изобразительного искусства
Образована в 2003 году. Количество материалов музейного значения — 404. Общая площадь составляет 1011,9 м², из них 10 экспозиционных залов — 674,0 м².
Адрес: Алматинская область, г. Талдыкорган, ул. Кабанбай батыра, 27А.
Талдыкорганский драматический театр имени Б. Римовой
Драматический театр имени Б. Римовой был открыт 4 ноября 1975 года. Группа молодых выпускников Алма-Атинского государственной консерватори имени Курмангазы, окончивших класс Народной артистки Казахстана Шолпан Жандарбековой, открыли занавес театра спектаклем Г. Мусрепова «Қозы Көрпеш — Баян сұлу».
31 августа 2000 года театру было присвоено имя Народной артистки Казахстана, лауреата государственной премии Бикен Римовой.
30 октября 2018 года труппа переехала в новое здание.